# Polyrhaphis gracilis
Polyrhaphis gracilis là một loài bọ cánh cứng trong họ Cerambycidae.